# Rocles (Ardèche)
Rocles é uma comuna francesa na região administrativa de Auvérnia-Ródano-Alpes, no departamento de Ardèche. Estende-se por uma área de 16,51 km². Em 2010 a comuna tinha 257 habitantes (densidade: 15,6 hab./km²).